# پرودوس ۱۰۱ (فصل ۱)
پرودوس ۱۰۱ (انگلیسی: Produce 101; کره‌ای: 프로듀스 ۱۰۱) یک برنامه واقع‌نمای سال ۲۰۱۶ در شبکه ام‌نت و فصل اول از فرنچایز پرودوس ۱۰۱ است. این برنامه یک پروژهٔ بزرگی بود که عموم مردم که به آنها «تهیه‌کنندگان ملی» گفته می‌شود، برای انتخاب اعضای یک گروه دخترانه از میان ۱۰۱ شرکت کننده از ۴۶ شرکت سرگرمی و همچنین انتخاب کانسپت گروه، نام گروه و نخستین تک‌آهنگ گروه رای می‌دهند. این برنامه توسط سی‌جی ئی‌ان‌ام و گروه سیگنال انترتینمنت برای ام‌نت تولید شد و دومین برنامه با بیشترین بودجه یعنی حدود ۴ میلیارد وون (۳٫۴ میلیون دلار) در میان تمام برنامه‌های پخش شده در شبکه ام‌نت بود.